# جوزيف لوبيغا
جوزيف لوبيغا (بالإنجليزية: Joseph Lubega) (مواليد 1 يناير 1982) هو ملاكم أوغندي، مثّل بلاده في الألعاب الأولمبية الصيفية 2004.

## روابط خارجية
جوزيف لوبيغا على موقع بوكس ريك (الإنجليزية) (registration required)
- جوزيف لوبيغا على موقع أوليمبيديا (الإنجليزية)
- جوزيف لوبيغا على موقع اتحاد ألعاب الكومنولث (مؤرشف) (الإنجليزية)